# Linha 9 do Metrô da Cidade do México
A Linha 9: Tacubaya ↔ Pantitlán é uma das linhas em operação do Metrô da Cidade do México, inaugurada no dia 26 de agosto de 1987. Estende-se por cerca de 15,375 km, dos quais 13,033 km são usados para serviço e o restante para manobras. A cor distintiva da linha é o marrom.
Possui um total de 12 estações em operação, das quais 8 são subterrâneas e 4 são elevadas. As estações Centro Médico, Chabacano, Jamaica, Pantitlán e Tacubaya possibilitam integração com outras linhas do Metrô da Cidade do México.
A linha, operada pelo Sistema de Transporte Colectivo, possui o sexto maior tráfego do sistema, tendo registrado um movimento de 116.935.495 passageiros em 2016. Atende as seguintes demarcações territoriais da Cidade do México: Cuauhtémoc, Iztacalco, Miguel Hidalgo e Venustiano Carranza.

## Trechos
A Linha 9, ao longo dos anos, foi sendo ampliada a medida que novos trechos eram entregues. A tabela abaixo lista cada trecho construído, junto com sua data de inauguração, sua extensão, o número de estações inauguradas, a extensão acumulada da linha e o número de estações acumulado:
| Trecho                    | Inauguração          | Extensão entregue | N.º de estações entregue | Extensão acumulada | N.º de estações acumulado |
| ------------------------- | -------------------- | ----------------- | ------------------------ | ------------------ | ------------------------- |
| Centro Médico ↔ Pantitlán | 26 de agosto de 1987 | 11,669 km         | 9                        | 11,669 km          | 9                         |
| Tacubaya ↔ Centro Médico  | 29 de agosto de 1988 | 3,706 km          | 3                        | 15,375 km          | 12                        |

## Estações
| Nome             | Inauguração          | Demarcação territorial          | Integração | Posição     | Latitude      | Longitude     |
| ---------------- | -------------------- | ------------------------------- | ---------- | ----------- | ------------- | ------------- |
| Tacubaya         | 29 de agosto de 1988 | Miguel Hidalgo                  |            | Subterrânea | 19° 24' 12" N | 99° 11' 14" O |
| Patriotismo      | 29 de agosto de 1988 | Cuauhtémoc / Miguel Hidalgo     | -          | Subterrânea | 19° 24' 22" N | 99° 10' 44" O |
| Chilpancingo     | 29 de agosto de 1988 | Cuauhtémoc                      | -          | Subterrânea | 19° 24' 21" N | 99° 10' 07" O |
| Centro Médico    | 26 de agosto de 1987 | Cuauhtémoc                      |            | Subterrânea | 19° 24' 24" N | 99° 09' 21" O |
| Lázaro Cárdenas  | 26 de agosto de 1987 | Cuauhtémoc                      | -          | Subterrânea | 19° 24' 25" N | 99° 08' 42" O |
| Chabacano        | 26 de agosto de 1987 | Cuauhtémoc                      |            | Subterrânea | 19° 24' 30" N | 99° 08' 09" O |
| Jamaica          | 26 de agosto de 1987 | Venustiano Carranza             |            | Subterrânea | 19° 24' 32" N | 99° 07' 20" O |
| Mixiuhca         | 26 de agosto de 1987 | Venustiano Carranza             | -          | Subterrânea | 19° 24' 31" N | 99° 06' 46" O |
| Velódromo        | 26 de agosto de 1987 | Iztacalco / Venustiano Carranza | -          | Elevada     | 19° 24' 31" N | 99° 06' 11" O |
| Ciudad Deportiva | 26 de agosto de 1987 | Iztacalco / Venustiano Carranza | -          | Elevada     | 19° 24' 30" N | 99° 05' 28" O |
| Puebla           | 26 de agosto de 1987 | Iztacalco / Venustiano Carranza | -          | Elevada     | 19° 24' 26" N | 99° 04' 57" O |
| Pantitlán        | 26 de agosto de 1987 | Iztacalco / Venustiano Carranza |            | Elevada     | 19° 24' 55" N | 99° 04' 20" O |